# Tour de France 2024/7. Etappe
Die 7. Etappe der Tour de France 2024 fand am 5. Juli 2024 statt. Sie war das erste Einzelzeitfahren der 111. Austragung des französischen Etappenrennens. Die 25,3 Kilometer lange Strecke führte von Nuits-Saint-Georges durch die südlichen Weinbaugebiete von Dijon nach Gevrey-Chambertin. Nach der Etappe hatten die Fahrer 1141 Kilometer absolviert, was 32,63 % der Gesamtdistanz entspricht.
Den Etappensieg sicherte sich der Belgier Remco Evenepoel (Soudal Quick-Step), der sich mit einem Vorsprung von zwölf Sekunden vor Tadej Pogačar (UAE Team Emirates) durchsetzte, der das Gelbe Trikot verteidigte. Primož Roglič (Red Bull–Bora–Hansgrohe) belegte mit einem Rückstand von 34 Sekunden den dritten Etappenrang.

## Streckenverlauf
Der Start erfolgte in Nuits-Saint-Georges auf der D974. Nachdem das Zentrum des Startorts umrundet wurde, führte die Strecke auf der D25 und D35 über Villars-Fontaine nach Messanges, wo nach 8,6 Kilometern die erste Zwischenzeit genommen wurde. Bei L’Étang-Vergy begann die Straße auf der D116A leicht anzusteigen und führt nach Reulle-Vergy, ehe es flach nach Curley ging. Hier erfolgte nach 14,4 Kilometern die zweite Zeitnahme. Anschließend wurde die abschüssige und kurvenreiche D122H befahren, die die Fahrer nach Chambolle-Musigny leitete, bevor die dritte Zwischenzeit nach 19,9 Kilometern in Morey-Saint-Denis erreicht wurde. Auf den verbliebenen rund 5 Kilometern führte die Strecke zunächst flach auf der D122 zum Zielort Gevrey-Chambertin, wobei im Finale eine kleine Schleife über die Rue de la Croix des Champs, D974 und Rue des Baraques Bis gefahren wurde. Der Zielstrich befand sich auf der D31.
|                 | Ort                 | Kilometer |
| --------------- | ------------------- | --------- |
| Start           | Nuits-Saint-Georges |           |
| 1. Zwischenzeit | Messanges           | 8,6       |
| 2. Zwischenzeit | Curley              | 14,4      |
| 3. Zwischenzeit | Morey-Saint-Denis   | 19,9      |
| Ziel            | Gevrey-Chambertin   | 25,3      |

## Rennverlauf
Chronologischer Verlauf
Als letzter Fahrer der Gesamtwertung eröffnete Mark Cavendish (Astana Qazaqstan) das Zeitfahren der 7. Etappe. Der 39-jährige Brite absolvierte die 25,3 Kilometer in einer Zeit von 33 Minuten und 21 Sekunden. Die ersten Richtzeiten setzten der Australier Luke Durbridge (Jayco AlUla) mit 31:14 min und Nils Politt (UAE Team Emirates) mit 30:49 min, ehe der Zeitfahrspezialist Stefan Bissegger (EF Education-EasyPost) das Ziel in einer Zeit von 30 Minuten und sechs Sekunden erreichte und somit als erster Fahrer eine Durchschnittsgeschwindigkeit von mehr als 50 km/h aufwies. Die Zeit wurde jedoch überraschend von dem Franzosen Kévin Vauquelin (Arkéa-B&B Hotels) unterboten, der mit 29:44 min eine neue Bestzeit markierte. Als Nächstes starteten die beiden Zeitfahrspezialisten Victor Campenaerts (Lotto Dstny) und Stefan Küng (Groupama-FDJ). Victor Campenaerts erreichte das Ziel mit einem Vorsprung von weniger als einer Sekunde und übernahm die Führung, während Stefan Küng nach einem technischen Defekt einen Rückstand von acht Sekunden aufwies. Auch Wout van Aert (Visma-Lease a Bike) konnte die neue Bestzeit nicht unterbieten und büßte rund eine Minute ein.
Nachdem die Zeitfahrspezialisten das Ziel erreicht hatten, gingen die Gesamtklassement-Fahrer ins Rennen. Primož Roglič (Red Bull–Bora–Hansgrohe), der vor dem Rennen auf dem vierten Gesamtrang lag, verbesserte die Bestzeit um 18 Sekunden und wies mit einer Zeit von 29 Minuten und 26 Sekunden eine durchschnittliche Geschwindigkeit von 51,5 km/h auf. Der nach ihm gestartete Jonas Vingegaard (Visma-Lease a Bike) unterbot seine Zwischenzeit jedoch bei allen drei Zwischenzeiten, belegte im Ziel jedoch nur den zweiten Rang, wobei ihm drei Sekunden auf die Bestzeit seines ehemaligen Teamkollegen fehlten. Remco Evenepoel (Soudal Quick-Step) konnte unterdessen die Zwischenzeit von Jonas Vingegaard deutlich unterbieten und lag zur Hälfte des Zeitfahrens rund 23 Sekunden in Führung. Nach der Abfahrt glaubte er jedoch einen Platten zu haben und wollte zunächst das Rad tauschen, ehe er seine Fahrt doch fortsetzte. Im Ziel markierte der Zeitfahrweltmeister mit 28 Minuten und 52 Sekunden dennoch eine klare neue Bestzeit und wies als Erster Fahrer eine durchschnittliche Geschwindigkeit von mehr als 52 km/h auf. Der als letzter gestartete Tadej Pogačar (UAE Team Emirates) lag bei den ersten beiden Zwischenzeiten nur zwei bzw. zehn Sekunden hinter Remco Evenepoel zurück und konnte nach der Abfahrt seinen Rückstand bei der dritten Zwischenzeit auf sechs Sekunden verkürzen. Im Ziel belegte er schlussendlich jedoch den zweiten Platz, wobei ihm 12 Sekunden auf Remco Evenepoel fehlten, der seinen ersten Tour-de-France-Etappensieg feierte.
Zeitabstände der Gesamtklassement-Fahrer
Remco Evenepoel gewann das Zeitfahren mit einem Vorsprung von 12 Sekunden vor dem gesamtführenden Tadej Pogačar. Dahinter folgten Primož Roglič und Jonas Vingegaard mit Rückstanden von 34 bzw. 37 Sekunden. Als Siebter wies Matteo Jorgenson (Visma-Lease a Bike) einen Rückstand von 54 Sekunden auf und absolvierte die Strecke somit um drei Sekunden schneller als João Almeida (UAE Team Emirates). Die beiden wiesen als einzige weitere Gesamtklassement-Fahrer einen Rückstand von weniger als einer Minute auf den Etappensieger auf. Alexander Wlassow (Red Bull–Bora–Hansgrohe) und Juan Ayuso (UAE Team Emirates) wiesen Rückstände von 1:04 bzw. 1:18 min auf. Auch Carlos Rodríguez (Ineos Grenadiers) konnte seinen Rückstand mit einer Minute und 27 Sekunden relativ gering halten. Während Adam Yates (UAE Team Emirates), Santiago Buitrago (Bahrain Victorious), Jai Hindley (Red Bull–Bora–Hansgrohe) und Enric Mas (Movistar) mit 1:47, 1:55, 1:56 bzw. 1:57 min nur knapp unterhalb der Zwei-Minuten-Marke blieben, büßten Mikel Landa (Soudal Quick-Step) und Egan Bernal (Ineos Grenadiers) zwei Minuten und 15 bzw. 16 Sekunden ein. Noch mehr Zeit verloren Giulio Ciccone (Lidl-Trek) und Felix Gall (Decathlon AG2R La Mondiale) mit 2:27 und 2:57 min.
In der Gesamtwertung brachte das Zeitfahren der 7. Etappe mehrere Veränderungen. Auf den ersten drei Plätzen kam es zu keinen Positionsverschiebungen, wobei Tadej Pogačar nun nur noch 33 Sekunden vor Remco Evenepoel lag, der weiterhin die Nachwuchswertung anführte. Jonas Vingegaard wies nun als Gesamtdritter bereits einen Rückstand von einer Minute und 15 Sekunden auf. Primož Roglič rückte auf den vierten Gesamtrang vor und lag nun eine Minute und 36 Sekunden hinter dem Gesamtführenden zurück. Alle weiteren Fahrer wiesen nun bereits Rückstande von mehr als zwei Minuten auf. Juan Ayuso rutschte auf den Fünften Gesamtrang ab und lag mit einem Rückstand von zwei Minuten und 16 Sekunden nur noch eine Sekunde vor seinem Teamkollegen João Almeida. Carlos Rodríguez wies als Gesamtsiebter einen Rückstand von zwei Minuten und 31 Sekunden auf, während der nach ihm platzierte Mikel Landa bereits rund dreieinhalb Minuten zurücklag. Mit Matteo Jorgenson und Alexander Wlassow liegen die letzten beiden Fahrer der Top 10 bereits mehr als vier Minuten zurück. Egan Bernal und Giulio Ciccone fielen aus den Top 10 während sich Adam Yates auf den elften Gesamtrang schob.

## Ergebnis
| \| Etappenergebnis \| Etappenergebnis \| Etappenergebnis \| Etappenergebnis \| Etappenergebnis \| \| Fahrer \| Fahrer \| Land \| Team \| Zeit \| \| --------------- \| ------------------ \| ------------------ \| -------------------------- \| --------------- \| \| 1. \| Remco Evenepoel \| Belgien \| Soudal Quick-Step \| 28 min 52 s \| \| 2. \| Tadej Pogačar \| Slowenien \| UAE Team Emirates \| + 12 s \| \| 3. \| Primož Roglič \| Slowenien \| Red Bull-Bora-Hansgrohe \| + 34 s \| \| 4. \| Jonas Vingegaard \| Dänemark \| Team Visma \\| Lease a Bike \| + 37 s \| \| 5. \| Victor Campenaerts \| Belgien \| Lotto Dstny \| + 52 s \| \| 6. \| Kévin Vauquelin \| Frankreich \| Arkéa-B&B Hotels \| + 52 s \| \| 7. \| Matteo Jorgenson \| Vereinigte Staaten \| Team Visma \\| Lease a Bike \| + 54 s \| \| 8. \| João Almeida \| Portugal \| UAE Team Emirates \| + 57 s \| \| 9. \| Ben Healy \| Irland \| EF Education-EasyPost \| + 59 s \| \| 10. \| Stefan Küng \| Schweiz \| Groupama-FDJ \| + 1 min 00 s \| |                    |                    |                            |              |
| |                    |                    |                            |              |
| Quellen: ProCyclingStats Cycling Quotient |                    |                    |                            |              |
| Etappenergebnis |                    |                    |                            |              |
| Fahrer | Fahrer             | Land               | Team                       | Zeit         |
| 1. | Remco Evenepoel    | Belgien            | Soudal Quick-Step          | 28 min 52 s  |
| 2. | Tadej Pogačar      | Slowenien          | UAE Team Emirates          | + 12 s       |
| 3. | Primož Roglič      | Slowenien          | Red Bull-Bora-Hansgrohe    | + 34 s       |
| 4. | Jonas Vingegaard   | Dänemark           | Team Visma \| Lease a Bike | + 37 s       |
| 5. | Victor Campenaerts | Belgien            | Lotto Dstny                | + 52 s       |
| 6. | Kévin Vauquelin    | Frankreich         | Arkéa-B&B Hotels           | + 52 s       |
| 7. | Matteo Jorgenson   | Vereinigte Staaten | Team Visma \| Lease a Bike | + 54 s       |
| 8. | João Almeida       | Portugal           | UAE Team Emirates          | + 57 s       |
| 9. | Ben Healy          | Irland             | EF Education-EasyPost      | + 59 s       |
| 10. | Stefan Küng        | Schweiz            | Groupama-FDJ               | + 1 min 00 s |

## Gesamtstände
| \| Gesamtwertung \| Gesamtwertung \| Gesamtwertung \| Gesamtwertung \| Gesamtwertung \| \| Fahrer \| Fahrer \| Land \| Team \| Zeit \| \| ------------- \| ----------------- \| ------------------ \| -------------------------- \| ---------------- \| \| 1. \| Tadej Pogačar \| Slowenien \| UAE Team Emirates \| 27 h 16 min 23 s \| \| 2. \| Remco Evenepoel \| Belgien \| Soudal Quick-Step \| + 33 s \| \| 3. \| Jonas Vingegaard \| Dänemark \| Team Visma \\| Lease a Bike \| + 1 min 15 s \| \| 4. \| Primož Roglič \| Slowenien \| Red Bull-Bora-Hansgrohe \| + 1 min 36 s \| \| 5. \| Juan Ayuso \| Spanien \| UAE Team Emirates \| + 2 min 16 s \| \| 6. \| João Almeida \| Portugal \| UAE Team Emirates \| + 2 min 17 s \| \| 7. \| Carlos Rodríguez \| Spanien \| Ineos Grenadiers \| + 2 min 31 s \| \| 8. \| Mikel Landa \| Spanien \| Soudal Quick-Step \| + 3 min 35 s \| \| 9. \| Matteo Jorgenson \| Vereinigte Staaten \| Team Visma \\| Lease a Bike \| + 4 min 03 s \| \| 10. \| Alexander Wlassow \| Neutrales Banner \| Red Bull-Bora-Hansgrohe \| + 4 min 36 s \| |                   |                    |                            |                  |
| |                   |                    |                            |                  |
| Quellen: ProCyclingStats Cycling Quotient |                   |                    |                            |                  |
| Gesamtwertung |                   |                    |                            |                  |
| Fahrer | Fahrer            | Land               | Team                       | Zeit             |
| 1. | Tadej Pogačar     | Slowenien          | UAE Team Emirates          | 27 h 16 min 23 s |
| 2. | Remco Evenepoel   | Belgien            | Soudal Quick-Step          | + 33 s           |
| 3. | Jonas Vingegaard  | Dänemark           | Team Visma \| Lease a Bike | + 1 min 15 s     |
| 4. | Primož Roglič     | Slowenien          | Red Bull-Bora-Hansgrohe    | + 1 min 36 s     |
| 5. | Juan Ayuso        | Spanien            | UAE Team Emirates          | + 2 min 16 s     |
| 6. | João Almeida      | Portugal           | UAE Team Emirates          | + 2 min 17 s     |
| 7. | Carlos Rodríguez  | Spanien            | Ineos Grenadiers           | + 2 min 31 s     |
| 8. | Mikel Landa       | Spanien            | Soudal Quick-Step          | + 3 min 35 s     |
| 9. | Matteo Jorgenson  | Vereinigte Staaten | Team Visma \| Lease a Bike | + 4 min 03 s     |
| 10. | Alexander Wlassow | Neutrales Banner   | Red Bull-Bora-Hansgrohe    | + 4 min 36 s     |

| Punktewertung | Punktewertung     | Punktewertung | Punktewertung      | Punktewertung |
| Fahrer        | Fahrer            | Land          | Team               | Punkte        |
| ------------- | ----------------- | ------------- | ------------------ | ------------- |
| 1.            | Biniam Girmay     | Eritrea       | Intermarché-Wanty  | 149 P.        |
| 2.            | Mads Pedersen     | Dänemark      | Lidl-Trek          | 111 P.        |
| 3.            | Jonas Abrahamsen  | Norwegen      | Uno-X Mobility     | 87 P.         |
| 4.            | Jasper Philipsen  | Belgien       | Alpecin-Deceuninck | 85 P.         |
| 5.            | Bryan Coquard     | Frankreich    | Cofidis            | 75 P.         |
| 6.            | Fernando Gaviria  | Kolumbien     | Movistar Team      | 73 P.         |
| 7.            | Dylan Groenewegen | Niederlande   | Team Jayco AlUla   | 71 P.         |
| 8.            | Kévin Vauquelin   | Frankreich    | Arkéa-B&B Hotels   | 70 P.         |
| 9.            | Arnaud De Lie     | Belgien       | Lotto Dstny        | 64 P.         |
| 10.           | Arnaud Démare     | Frankreich    | Arkéa-B&B Hotels   | 63 P.         |

| Bergwertung | Bergwertung         | Bergwertung            | Bergwertung                | Bergwertung |
| Fahrer      | Fahrer              | Land                   | Team                       | Punkte      |
| ----------- | ------------------- | ---------------------- | -------------------------- | ----------- |
| 1.          | Jonas Abrahamsen    | Norwegen               | Uno-X Mobility             | 26 P.       |
| 2.          | Tadej Pogačar       | Slowenien              | UAE Team Emirates          | 20 P.       |
| 3.          | Valentin Madouas    | Frankreich             | Groupama-FDJ               | 16 P.       |
| 4.          | Jonas Vingegaard    | Dänemark               | Team Visma \| Lease a Bike | 15 P.       |
| 5.          | Remco Evenepoel     | Belgien                | Soudal Quick-Step          | 12 P.       |
| 6.          | Stephen Williams    | Vereinigtes Königreich | Israel-Premier Tech        | 10 P.       |
| 7.          | Carlos Rodríguez    | Spanien                | Ineos Grenadiers           | 10 P.       |
| 8.          | Frank van den Broek | Niederlande            | Team dsm-firmenich PostNL  | 9 P.        |
| 9.          | Ion Izagirre        | Spanien                | Cofidis                    | 8 P.        |
| 10.         | Juan Ayuso          | Spanien                | UAE Team Emirates          | 8 P.        |

| Nachwuchswertung | Nachwuchswertung  | Nachwuchswertung       | Nachwuchswertung           | Nachwuchswertung |
| Fahrer           | Fahrer            | Land                   | Team                       | Zeit             |
| ---------------- | ----------------- | ---------------------- | -------------------------- | ---------------- |
| 1.               | Remco Evenepoel   | Belgien                | Soudal Quick-Step          | 27 h 16 min 56 s |
| 2.               | Juan Ayuso        | Spanien                | UAE Team Emirates          | + 1 min 43 s     |
| 3.               | Carlos Rodríguez  | Spanien                | Ineos Grenadiers           | + 1 min 58 s     |
| 4.               | Matteo Jorgenson  | Vereinigte Staaten     | Team Visma \| Lease a Bike | + 3 min 30 s     |
| 5.               | Santiago Buitrago | Kolumbien              | Bahrain Victorious         | + 5 min 20 s     |
| 6.               | Ilan Van Wilder   | Belgien                | Soudal Quick-Step          | + 6 min 10 s     |
| 7.               | Ben Healy         | Irland                 | EF Education-EasyPost      | + 8 min 26 s     |
| 8.               | Javier Romo       | Spanien                | Movistar Team              | + 12 min 40 s    |
| 9.               | Thomas Pidcock    | Vereinigtes Königreich | Ineos Grenadiers           | + 18 min 00 s    |
| 10.              | Oscar Onley       | Vereinigtes Königreich | Team dsm-firmenich PostNL  | + 20 min 02 s    |

| Mannschaftswertung | Mannschaftswertung         | Mannschaftswertung           | Mannschaftswertung |
| Team               | Team                       | Land                         | Zeit               |
| ------------------ | -------------------------- | ---------------------------- | ------------------ |
| 1.                 | UAE Team Emirates          | Vereinigte Arabische Emirate | 81 h 54 min 04 s   |
| 2.                 | Soudal Quick-Step          | Belgien                      | + 6 min 04 s       |
| 3.                 | Red Bull-Bora-Hansgrohe    | Deutschland                  | + 7 min 41 s       |
| 4.                 | Ineos Grenadiers           | Vereinigtes Königreich       | + 8 min 31 s       |
| 5.                 | Bahrain Victorious         | Bahrain                      | + 14 min 33 s      |
| 6.                 | Movistar Team              | Spanien                      | + 16 min 01 s      |
| 7.                 | Team Visma \| Lease a Bike | Niederlande                  | + 18 min 34 s      |
| 8.                 | EF Education-EasyPost      | Vereinigte Staaten           | + 25 min 53 s      |
| 9.                 | Lidl-Trek                  | Vereinigte Staaten           | + 34 min 32 s      |
| 10.                | Team dsm-firmenich PostNL  | Niederlande                  | + 43 min 02 s      |

## Trivia
Während der Etappe blieb der Lokalmatador Julien Bernard bei einer Fan-Gruppe stehen und gab seiner Frau und seinem Sohn einen Kuss. Daraufhin erhielt er von der UCI gemäß Artikel 2.12.007-8.6 eine Geldstrafe von 200 Schweizer Franken wegen unerwünschtem oder unangemessenem Verhalten während des Rennens und Beschädigung des Images des Sports.